# 四日市市立楠小学校
四日市市立楠小学校（よっかいちしりつくすしょうがっこう）は、三重県四日市市楠町北五味塚にある公立小学校。2015年5月1日現在、児童数は25学級608人。

## 概要
楠小学校のある楠町は伊勢湾に面した三角州の地域である。しかし1年生の遠足で町内の吉崎海岸へ行くのが初めての海の体験となる児童がおり、海岸を日常的な遊び場とする児童はいない。一方、町内に張り巡らされた水路は学校教育で取り扱われないが遊び場とする児童がいる。
校地面積は16,010平方メートル、そのうち校舎面積は6,736平方メートル、運動場面積は9251平方メートルである。体育館と25メートルプールを有する。校舎は四日市市楠地区の津波避難ビルに指定されている。

## 歴史
年表については公式サイトの学校概要を参照。

### 近代
楠小学校の創立は、1875年（明治8年）11月20日に北五味塚村・吉崎村・小倉村の3村が連合して設立した北五味塚学校に遡る。北五味塚学校は北五味塚村の信最寺本堂を借用して開校し、1874年（明治7年）7月10日に私立学校「富田義塾」を設立した富田彦十郎・光太郎父子が教師を務めた。1876年（明治9年）6月には富田彦十郎と坂倉助一郎が資金を出し合って富田邸の南隣に校舎を建設し、北五味塚学校へ貸与した。翌1877年（明治10年）2月に本郷学校、4月に南五味塚学校を北五味塚学校へ統合した。しかし旧本郷学校の学区だった本郷村と北一色村の児童は内堀村（現・四日市市内堀町）の内堀学校へ通学するようになり、この2村が北五味塚学校の学区となったのは1879年（明治12年）12月のことである。1880年（明治13年）には校舎が手狭となったことから既存校舎の両脇に新校舎を増築した。その資金は再び富田・坂倉両家から提供された。
1882年（明治15年）3月、南五味塚村と南川村はそれぞれ自村で学校を設立し北五味塚学校から分離した。同年8月、北五味塚学校は校名を久寿学校に改称した。
1887年（明治20年）4月、小学校令実施により南久寿学校を久寿学校に統合し、久寿学校は校名を楠簡易授業所に改めた。しかし同年6月には尋常小学校を併設したため、楠尋常小学校に再改名している。校舎が再び手狭となってきたため1903年（明治36年）1月に楠村会は校舎の新築を決議し、翌1904年（明治37年）5月17日に現校地である木造の新校舎へ移転した。昭和に入ると1927年（昭和2年）の特別教室改築、1929年（昭和4年）4月13日の講堂竣工が相次いだ。戦時体制となったことにより1941年（昭和16年）4月、楠尋常小学校は楠町国民学校に改称した。

### 現代
学制改革により1947年（昭和22年）4月、楠町立楠小学校に改称した。4月15日には楠小学校の教員2人を楠町立楠中学校に転任させて開校準備を進め、5月13日に楠中学校は開校式を挙行した。楠中学校開校のために講堂と3教室を貸し出し、1948年（昭和23年）6月1日に新校舎へ移転するまで利用された。同年6月、講堂の北側に木造の校舎を増築する。また1947年（昭和22年）には脱脂粉乳による「ミルク給食」を開始し、翌1948年（昭和23年）には味噌汁と温めた弁当の給食を提供開始した。
1956年（昭和31年）7月、プールが完成した。1957年（昭和32年）5月には完全給食を開始した。1959年（昭和34年）2月7日、鉄筋コンクリート3階建ての北校舎が完成し、校章・校歌を制定した。1970年（昭和45年）6月には南校舎、翌1971年（昭和46年）5月には体育館が完成した。学制百年記念式典が行われた1972年（昭和47年）、講堂が取り壊された。1975年（昭和50年）11月、創立百周年記念式典を挙行、同時に体力づくり施設（楠っ子ランド）が整備された。1980年（昭和55年）7月に新プールが完成する。このころ、教員による児童に対する暴力事件が絶えなかった。
2005年（平成17年）2月7日、楠町が四日市市に編入合併されたことで、四日市市立楠小学校に改称した。同年9月1日には一部バリアフリー化を含む体育館の耐震工事が完了、2007年（平成19年）12月に新しい北校舎ができた。2014年（平成26年）、「四日市版コミュニティスクール」の指定を受けた。

## 教育の特色
学校教育目標に「思いやりとたくましさをもち、学びあう子の育成」を掲げ、小学校6年間を通した地域学習を行っている。また楠中学校が主導して幼稚園・保育所・小学校・中学校の連携による学力の向上とキャリア教育の取り組みを行っている。

### 受賞歴
- 1950年（昭和25年）10月 - 東海三県音楽コンクール優勝[16]
- 1960年（昭和35年）10月 - こども銀行で大蔵大臣表彰[16]
- 1962年（昭和37年）11月 - 給食優良校として文部大臣表彰[16]
- 1966年（昭和41年）11月 - フラワー・ブラボー・コンクール（FBC）三重県大賞[22]
- 1968年（昭和43年）11月 - 教育優秀校として三重県表彰[18]

## 校歌
現行の校歌はサトウハチローの作詞、大中恩の作曲で3番まである。各番とも「楠町、楠町、楠小学校」で終わる。1959年（昭和34年）2月7日の北校舎が完成に合わせて制定したものである。
旧校歌は1913年（大正2年）2月に制定されている。岸田治雄の作詞（佐佐木信綱の校閲）、村上一郎・神崎正之の作曲である。

## 学区
四日市市立楠中学校と完全に一致する。卒業生は基本的に隣接する楠中学校へ進学する。
- 楠町小倉[26]
- 楠町北一色[26]
- 楠町北五味塚[26]
- 楠町本郷[26]
- 楠町南川[26]
- 楠町南五味塚[26]
- 楠町吉崎[26]

## 出身者
- 田中俊行 - 政治家、四日市市長
- 内田健太[27] - サッカー選手、愛媛FC